# Heterocithara
Heterocithara é um gênero de gastrópodes pertencente à família Mangeliidae.

## Espécies
- Heterocithara bilineata (Angas, 1871)
- Heterocithara concinna Hedley, 1922
- Heterocithara erismata Hedley, 1922
- †Heterocithara granolirata (Powell, 1944)
- Heterocithara himerta (Melvill & Standen, 1896)
- Heterocithara hirsuta (De Folin, 1867)
- †Heterocithara laterculus Marwick, 1931
- †Heterocithara marwicki Maxwell, 1988
- Heterocithara mediocris Odhner, 1924
- Heterocithara rigorata (Hedley, 1909)
- Heterocithara seriliola Hedley, 1922
- Heterocithara sibogae Shuto, 1970
- Heterocithara transenna Hedley, 1922
- Heterocithara tribulationis (Hedley, 1909)
- Heterocithara zebuensis (Reeve, 1846)